# Tavertet
Tavertet è un comune spagnolo di 146 abitanti situato nella comunità autonoma della Catalogna.
Tavertet si trova sui monti che dominano la valle del Ter, è diviso in tre nuclei ("Carrer de Dalt", "Carrer del Mig" e "Carrer de Baix") dalle strade che arrivano da Sant Bartomeu Sergourgues, Sant Roma de Sau e Rupit.

## Galleria d'immagini

widths="300px"
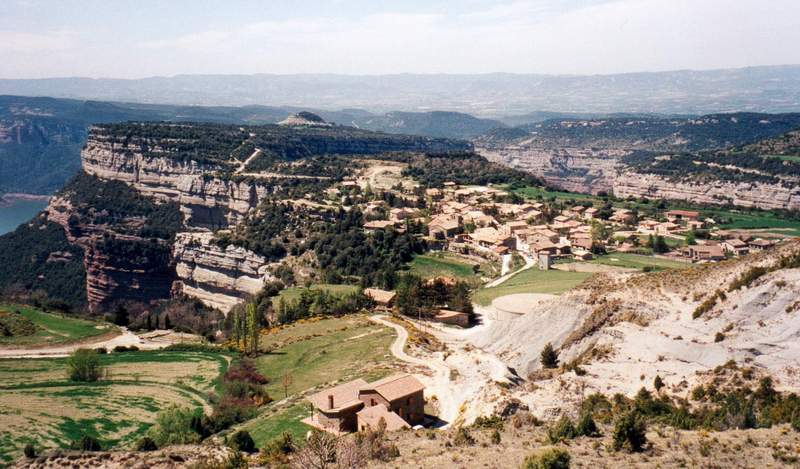
Tavertet - des del camí de Monteis. Any 2000.
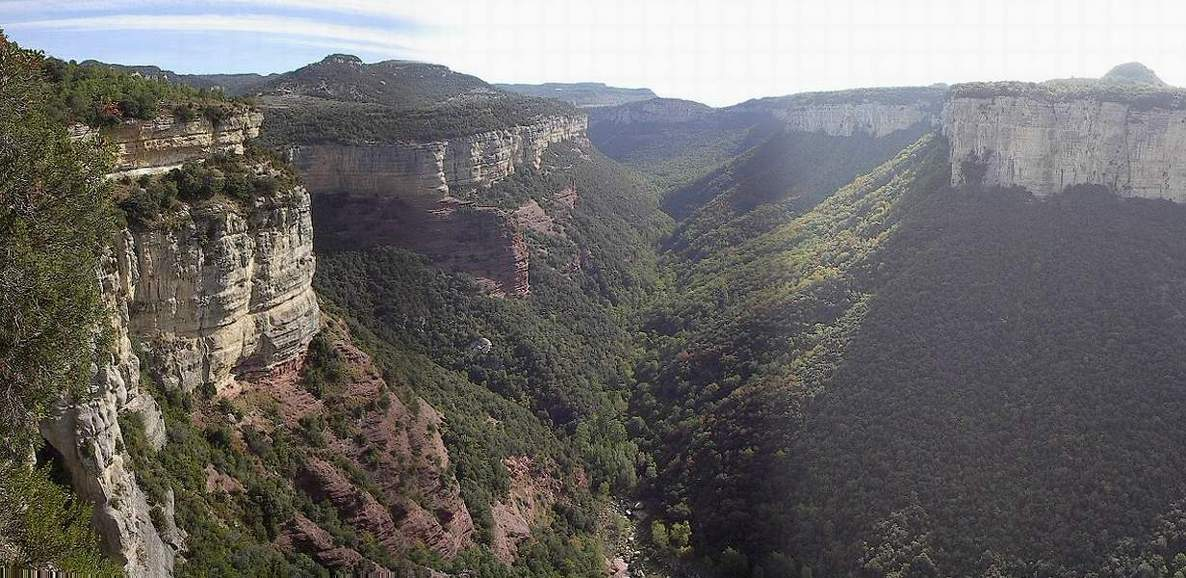
Tavertet - Vall de Bala. Any 2000.
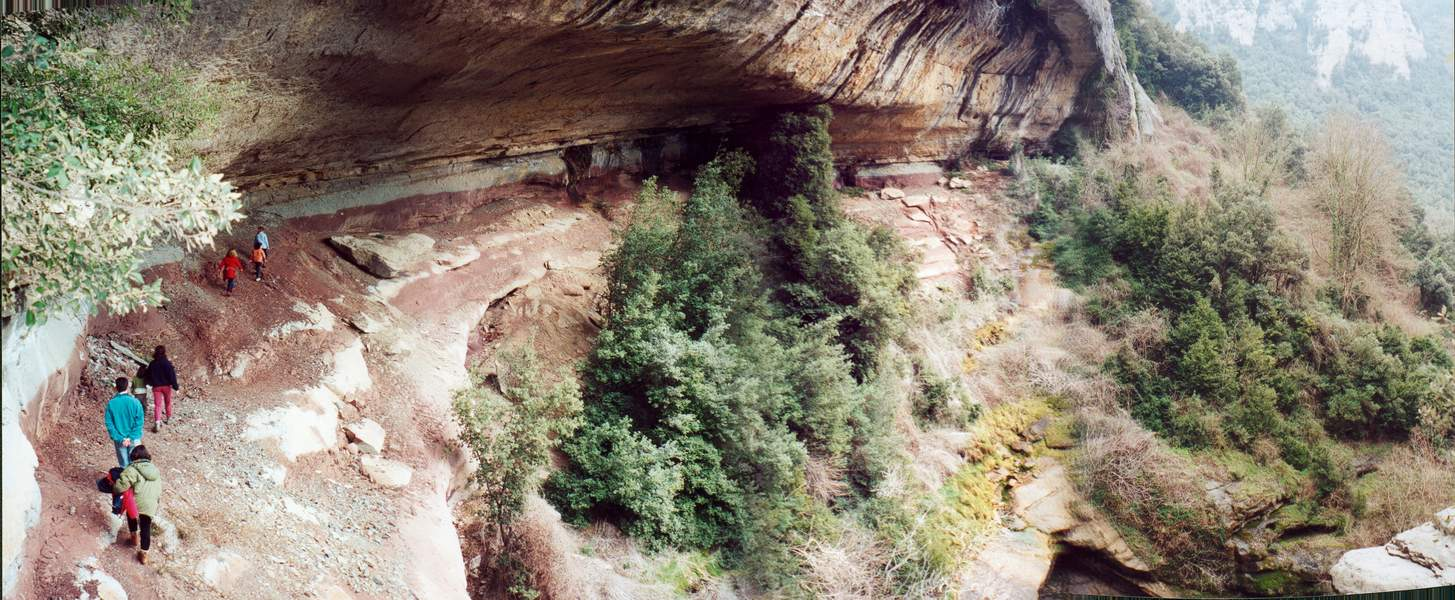
Tavertet - Salt de Moli-bernat i la balma de les corts. Any 1999.
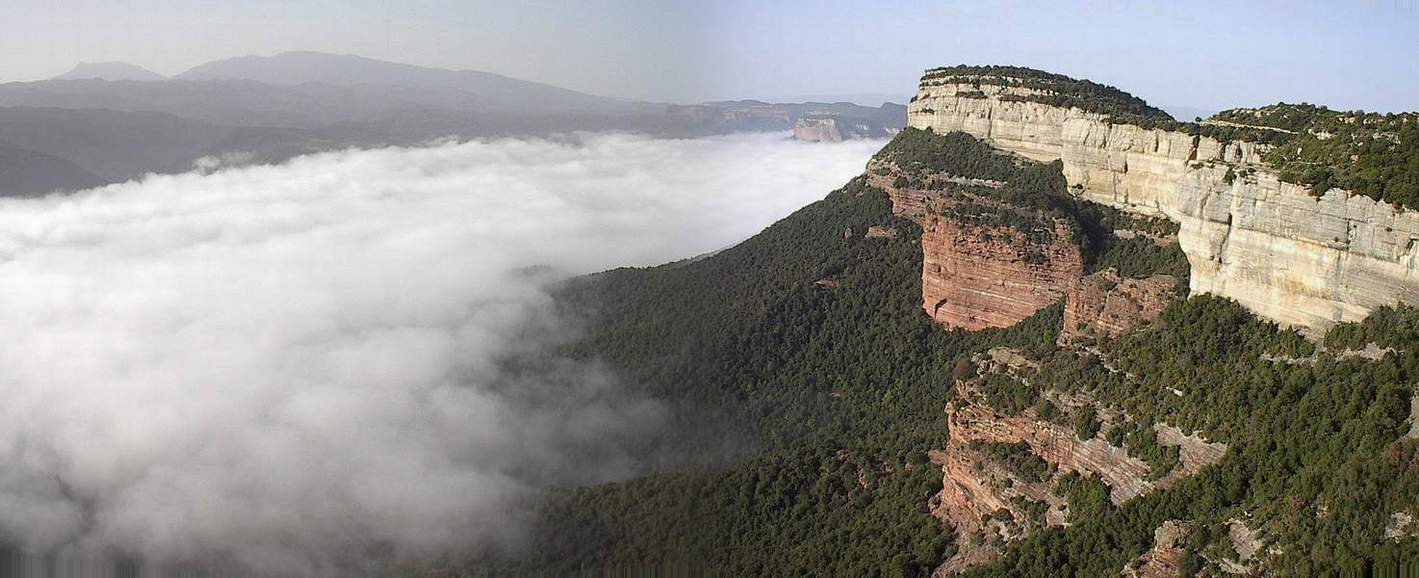
Tavertet - La Boira llepa els cingles
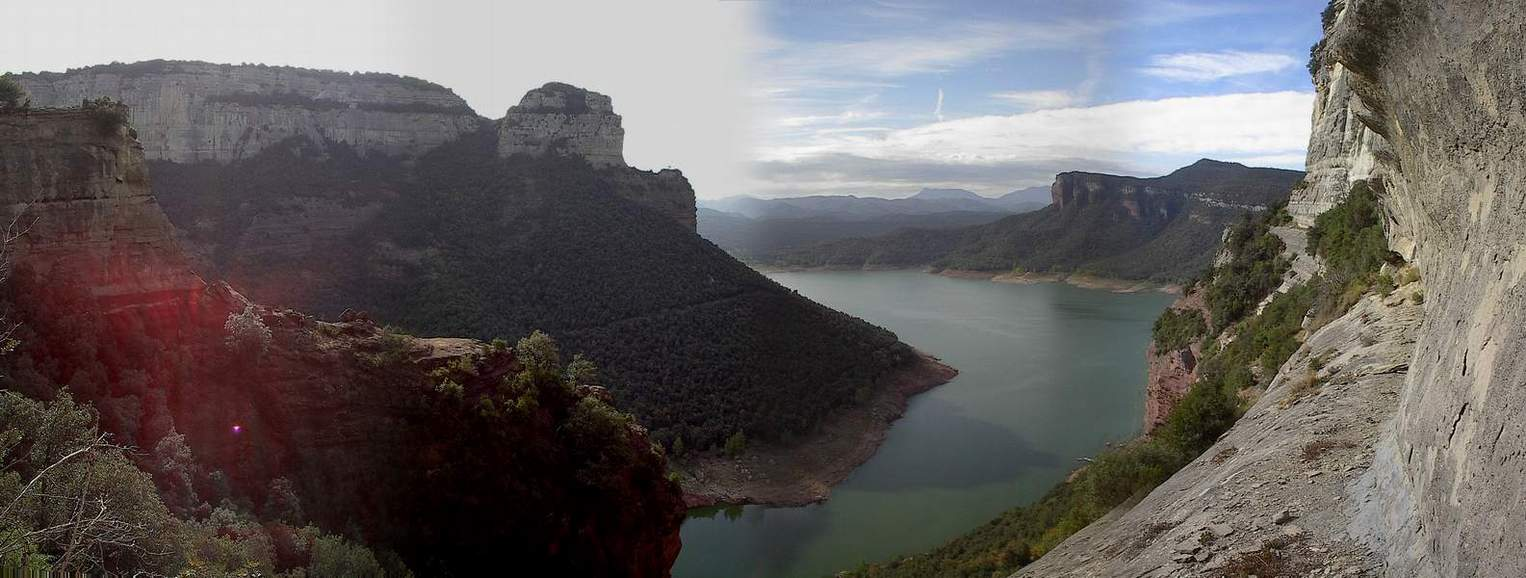
Tavertet - Puig de la força des de la via
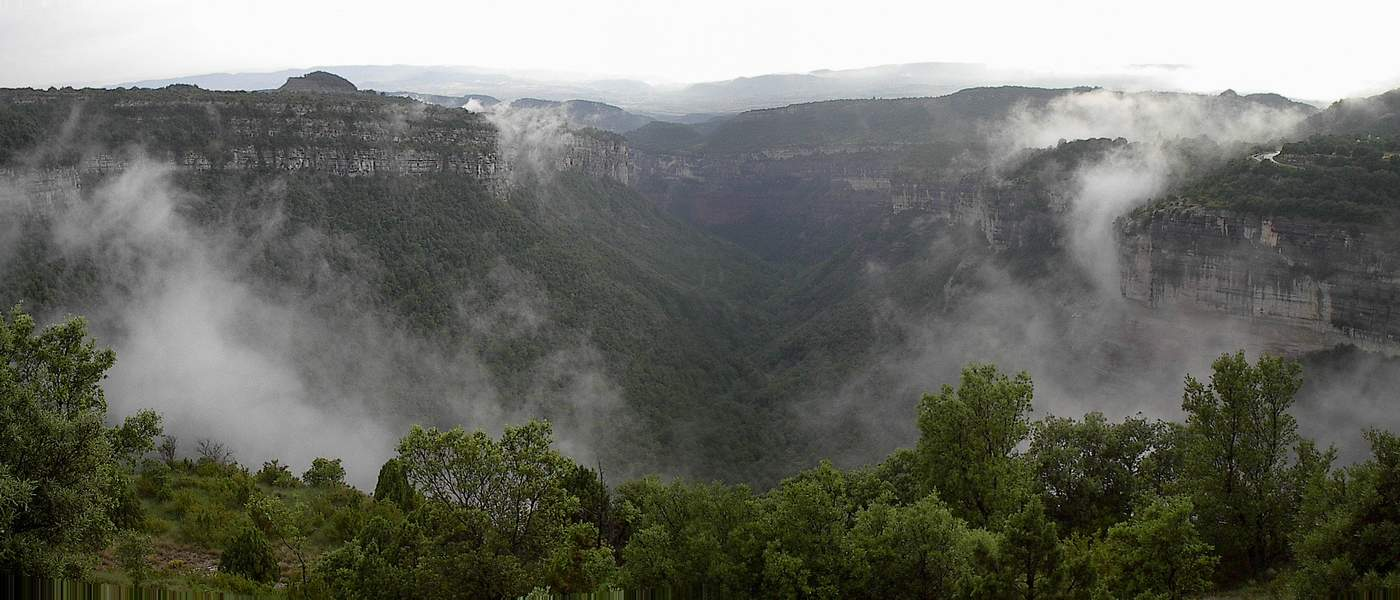
Tavertet - Vall de Bala
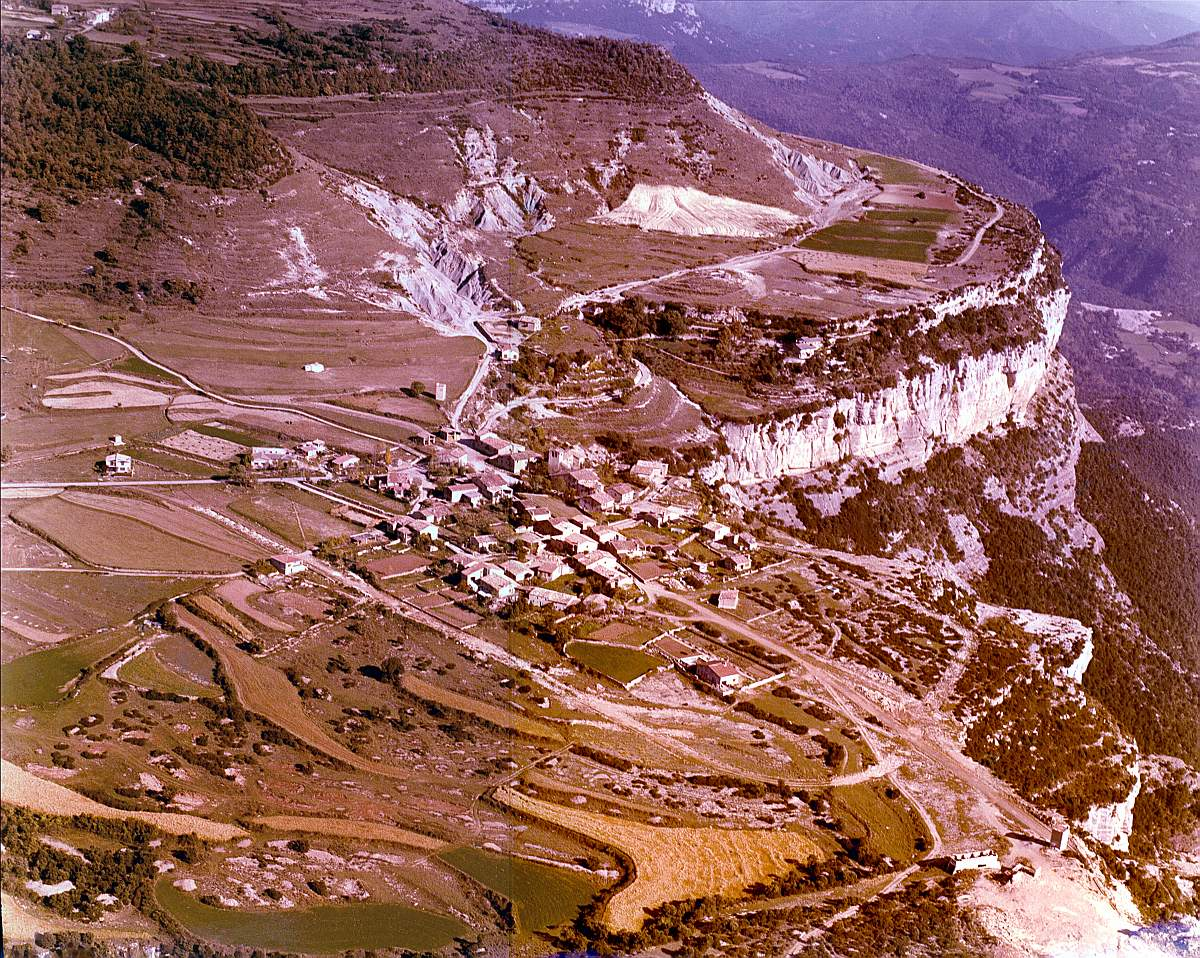
Vista aerea di Tavertet nel 1978
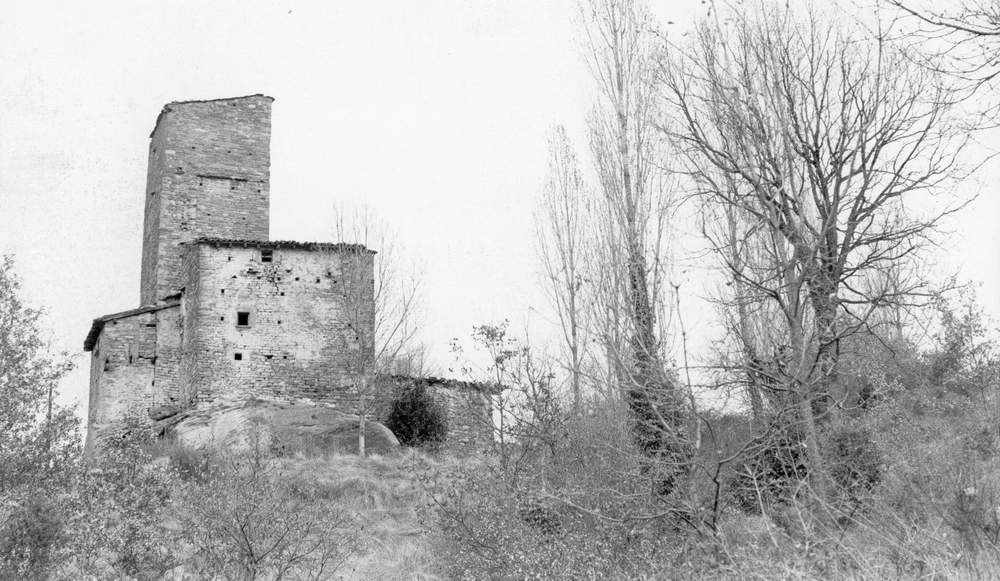
Tavertet - La Torre nel 1974.
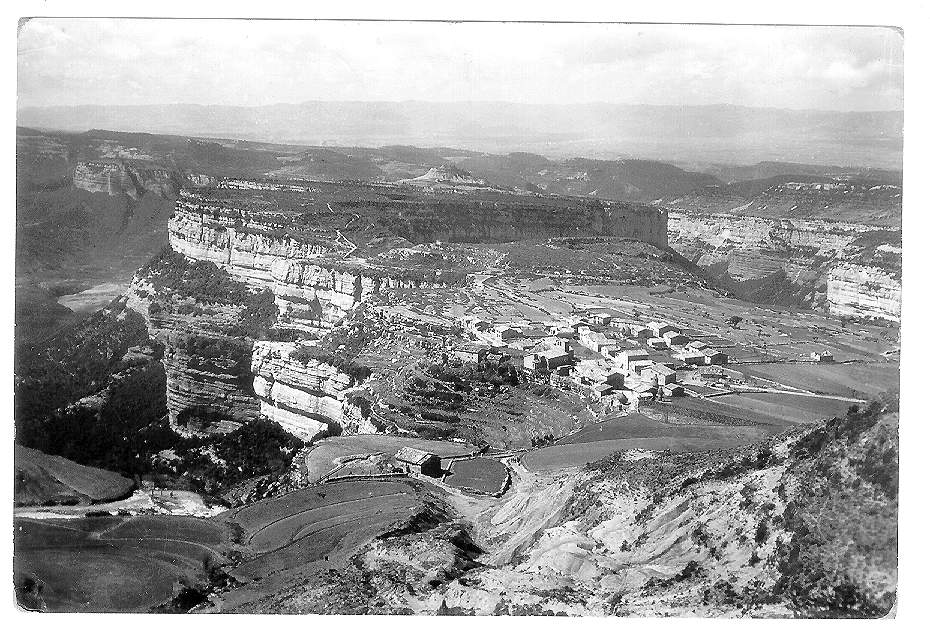
Vista di Tavertet nel 1960.
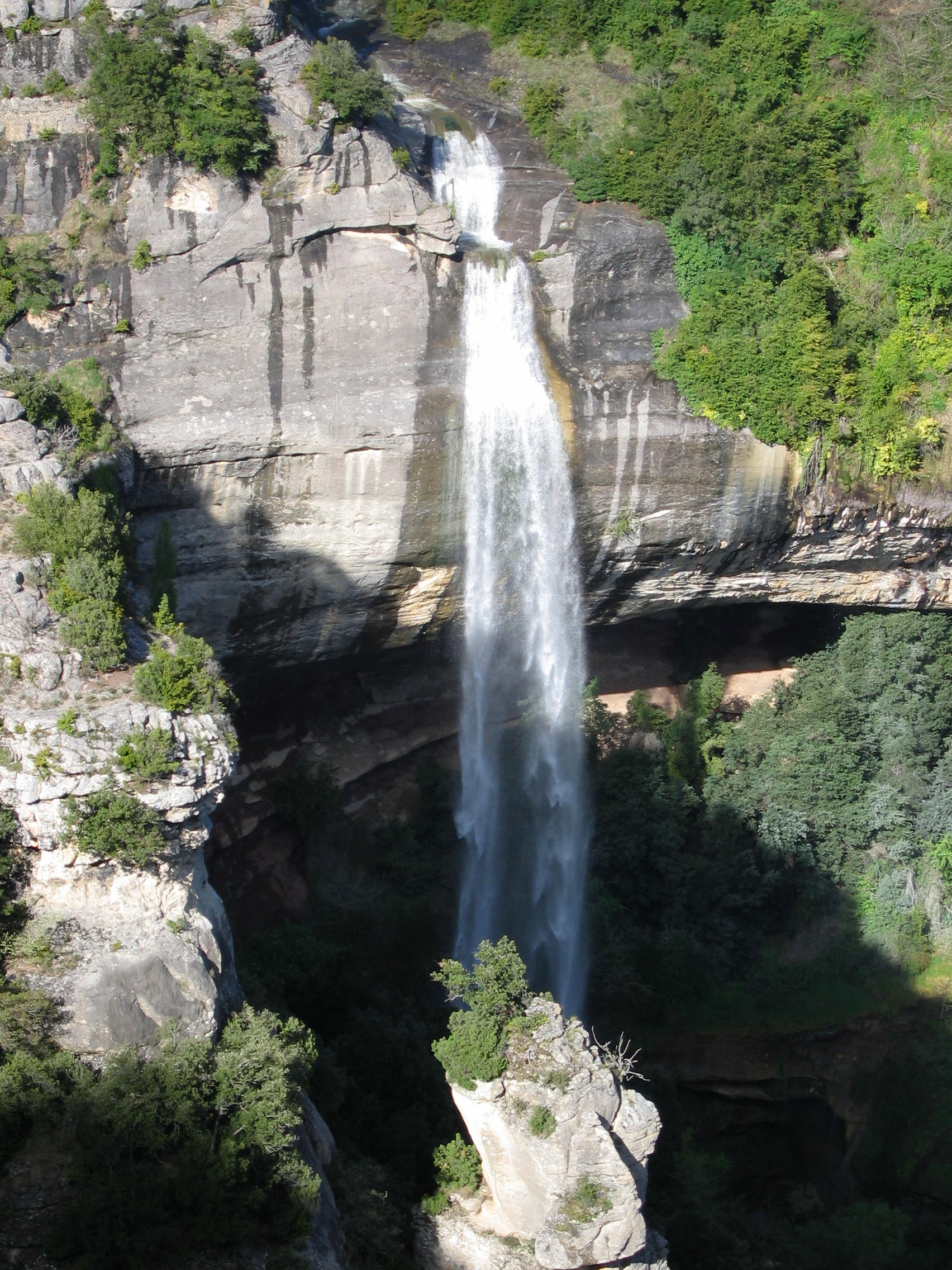
Tavertet - Salt de Moli-bernat i la balma de les corts
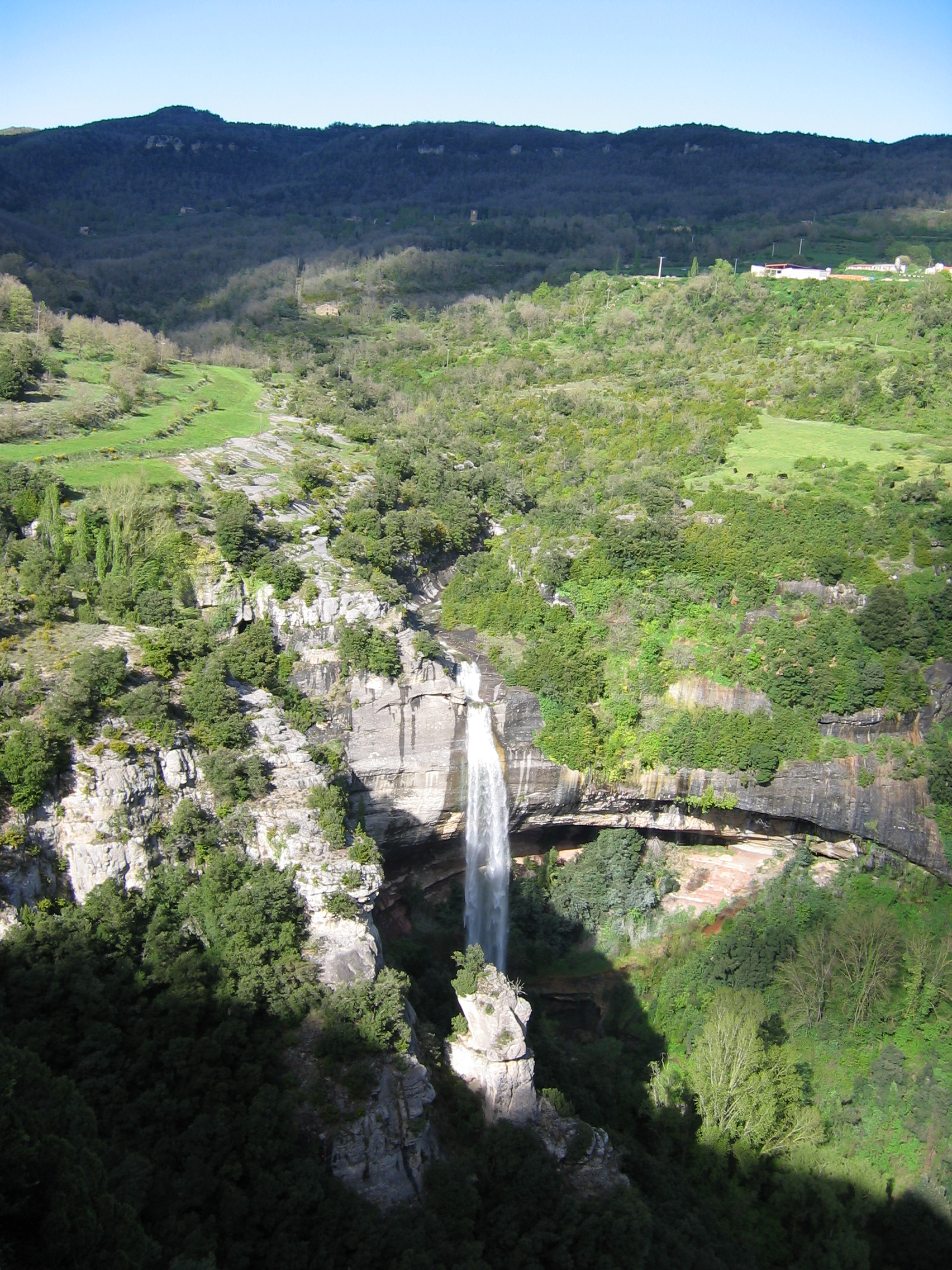
Tavertet - Salt de Moli-bernat i la balma de les corts
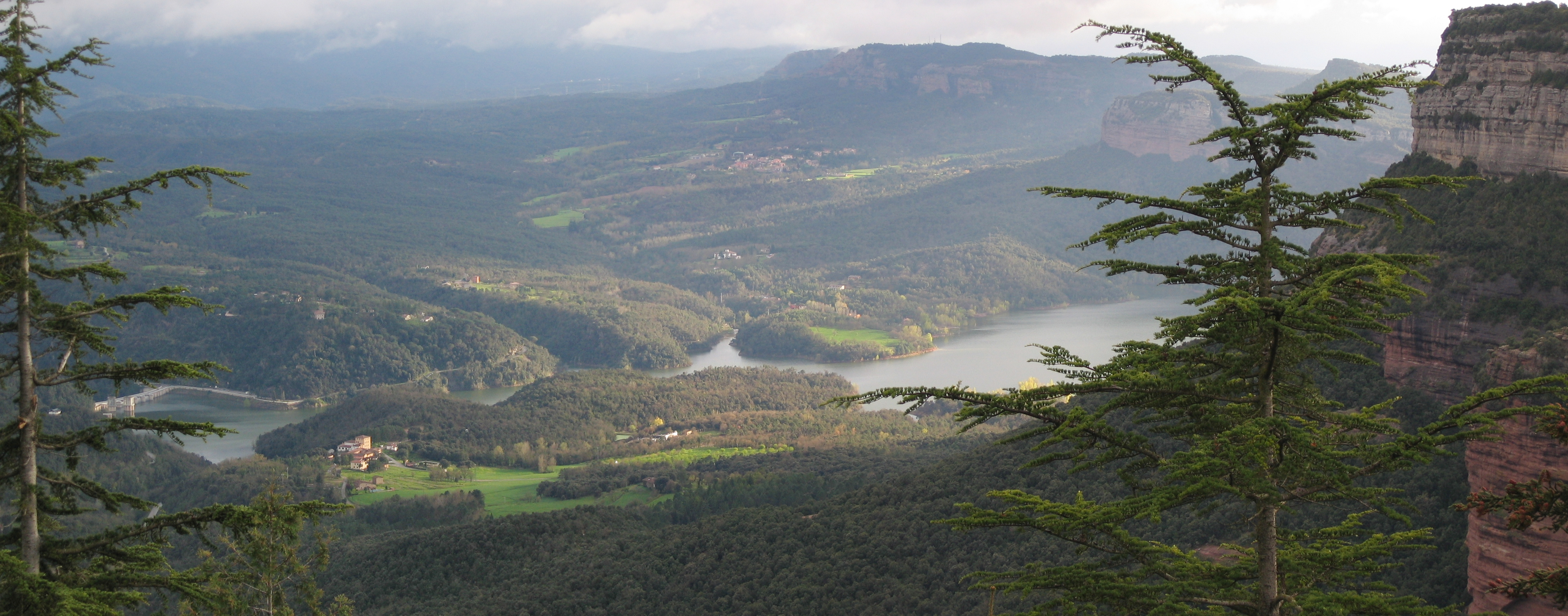
Tavertet - Panta de Sau